# Katun Reževici
Katun Reževici (cyr. Катун Режевици) – wieś w Czarnogórze, w gminie Budva. W 2011 roku liczyła 42 mieszkańców.